# SB Tw 1–15
Die SB Tw 1–15 waren acht elektrisch betriebene Trieb- und sieben Beiwagen der österreichischen Südbahn (SB). Die Fahrzeuge wurden 1883 für den Betrieb auf der Lokalbahn Mödling–Hinterbrühl beschafft. Es waren die ersten elektrischen Triebwagen Europas, die für Dauerbetrieb geeignet waren.

## Technik und Einsatz
Vieles an den Triebwagen hatte noch experimentellen Charakter, die Fahrzeuge waren eine Weiterentwicklung der bei der Straßenbahn Lichterfelde und der Ausstellungsbahn in Wien verwendeten Wagen. Konzept und elektrische Ausrüstung stammten von Siemens & Halske aus Berlin, die ersten fünf Wagen wurden deshalb auch von der deutschen Waggonfabrik Herbrand geliefert. 
Die Stromabnahme erfolgte von der Schlitzrohrfahrleitung über Metallschiffchen, von diesen wurde der Strom durch an zwei Hanfseilen befestigte Kabel zum unter dem Wagenboden gelegenen, primitiven siebenstufigen Fahrschalter geführt. Die Widerstände waren in Form von Messingdrahtgittern ausgeführt, der nutzbare Widerstand betrug lediglich 64 Ohm. Zum Ändern der Fahrtrichtung diente jeweils ein verstellbares Bürstenpaar am Motor.
Der noch recht unförmige Elektromotor war zwischen den Achsen untergebracht und beanspruchte hier fast den gesamten Raum unterhalb des Wagenbodens. Der Antrieb erfolgte bereits von der mittig gelegenen Ankerwelle des Motors über Zahnräder und Vorgelegewelle auf beide Achsen. Der nur rund 9 kW bei 600/min leistende Motor wurde bald gegen einen doppelt so leistungsfähigen getauscht.
Als Besonderheit war die Ansteuerung des Fahrschalters auch über kuppelbare Gelenkwellen vom Beiwagen aus möglich, womit de facto der Steuerwagen erfunden wurde.
Die acht Trieb- und sieben Beiwagen hatten neben der mechanischen Handspindelbremse eine einfache, als Hardybremse bezeichnete generatorische Bremse und erstmals eine durch Widerstände betriebene elektrische Heizung. Die hier ebenfalls erstmals erprobte elektrische Beleuchtung wurde wegen Problemen mit der elektrischen Spannung recht bald durch herkömmliche Petroleumlampen ersetzt.
Als Federung wurden nicht Blattfedern, sondern Gummipuffer verwendet.

### Verbleib
Als 1903 die neuen Triebwagen SB Tw 20–29 beschafft wurden, wurden die acht alten Triebwagen in Beiwagen umgebaut. Nach der Einstellung der Strecke wurden alle Fahrzeuge abgestellt. Der verschollene Beiwagen Nr. 14 tauchte eher zufällig 1982 wieder auf, nachdem er als Bauhütte in einer Sandgrube gedient hatte. Er befindet sich heute im Mödlinger Stadtverkehrsmuseum und wird aufgearbeitet.

## Hersteller
- Triebwagen:[1]
  - Nr. 1–5 Herbrand
  - Nr. 11, 12 und 15 Südbahnwerkstätte
- Beiwagen:
  - Nr. 6–9 Milde
  - Nr. 10, 13 und 14 Südbahnwerkstätte

## Galerie

Tw 5
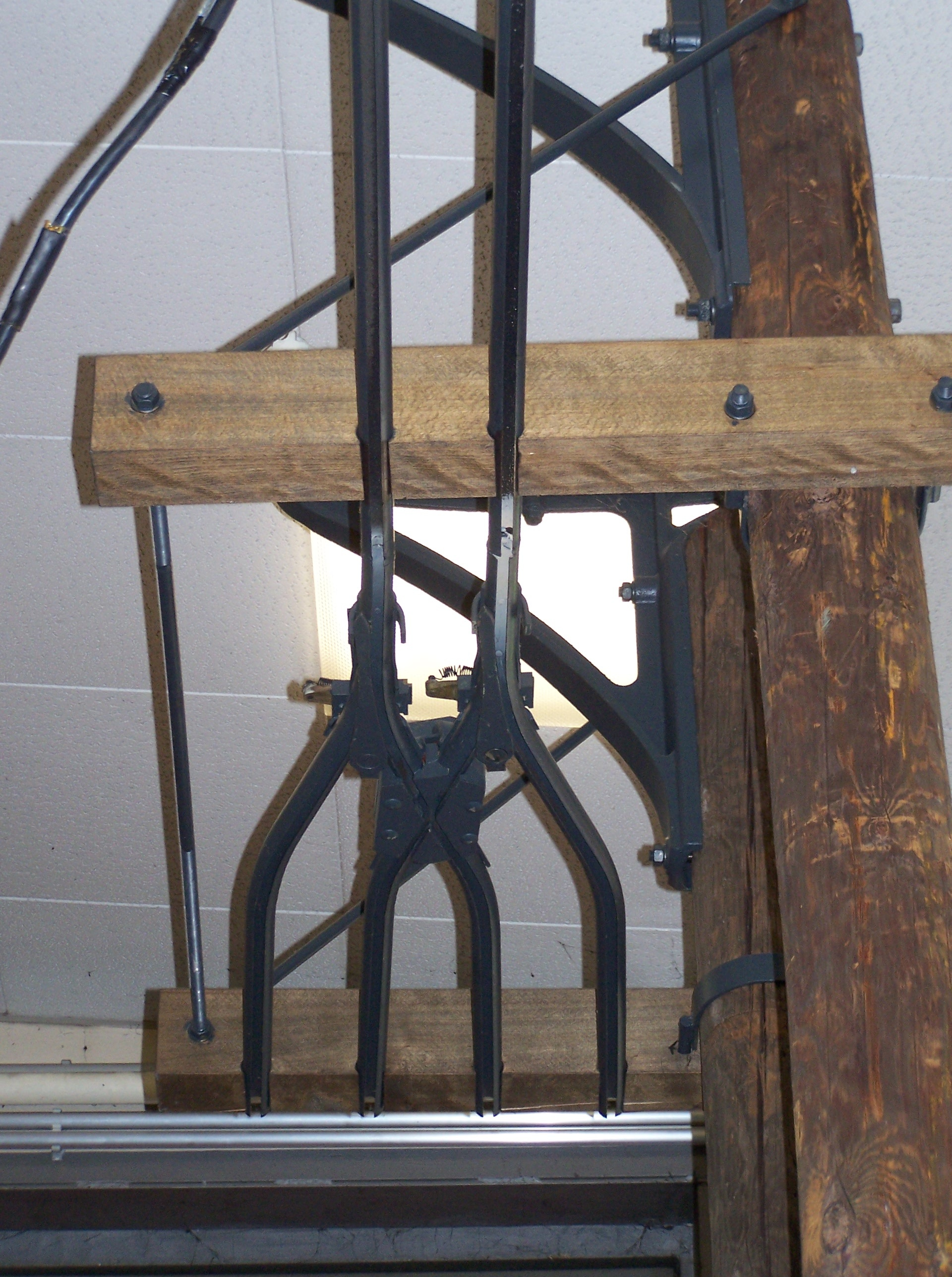
Nachbau einer Weiche einer Schlitzrohrfahrleitung der FOTG in dem Frankfurter Verkehrsmuseum in Frankfurt-Schwanheim